# Bernhard König (Romanist)
Bernhard König (* 7. Oktober 1932 in Giesen, Provinz Pommern; † 31. Dezember 2024 in Remagen) war ein deutscher Romanist und emeritierter Ordinarius für Romanische Philologie an der Universität zu Köln. Der Schwerpunkt seiner wissenschaftlichen Arbeit lag auf dem Gebiet der romanischen Literaturen und ihrer wechselseitigen Beziehungen. König war von 1989 bis 1993 Rektor der Universität zu Köln.

## Leben und Wirken
König studierte von 1952 bis 1956 in Hamburg, Murcia, Valladolid, Florenz und Perugia Romanistik, Germanistik, Anglistik und Philosophie. An der Universität Hamburg wurde Hellmuth Petriconi sein akademischer Lehrer. König wurde 1960 promoviert. Seine Dissertation befasst sich mit Giovanni Boccaccio. Zehn Jahre lang arbeitete er in Hamburg als wissenschaftlicher Assistent und Wissenschaftlicher Rat. Er habilitierte sich über Francesco Petrarcas Canzoniere.
Schon vor der Eröffnung des Habilitationsverfahrens erhielt er 1970 einen Ruf als ordentlicher Professor für Romanistische Literaturwissenschaft an die Universität Trier. Dort wurde er auch Dekan des Fachbereichs Sprach- und Literaturwissenschaften. Vizepräsident der Universität Trier war er von 1975 bis 1979 sowie von 1982 bis 1984. 1984 folgte König einem Ruf an die Universität zu Köln. Dort war er Direktor des Romanischen Seminars sowie Direktor des Petrarca-Instituts. 1989 bis 1993 war er Rektor der Kölner Universität. Er begründete das Zentrum Portugiesischsprachige Welt an der Universität zu Köln und leitete es von 1993 bis 1995. König war Gutachter der Deutschen Forschungsgemeinschaft für Literaturwissenschaftliche Romanistik.
König fungierte als (Mit-)Herausgeber des Romanistischen Jahrbuchs seit 1981, der Trierer Studien zur Literatur von 1979 bis 1988, der Kölner Romanistischen Arbeiten seit 1985 und der Neuen Folge der Schriften und Vorträge des Petrarca-Instituts seit 1997. Anlässlich seines 60. Geburtstags erschien die Festschrift Literarhistorische Begegnungen. Er war viele Jahre Ehrenvorsitzender der Deutschen Dante-Gesellschaft. König war seit 1998 emeritiert. Er lebte während seiner Kölner Zeit in Walberberg bei Brühl und später in Remagen-Oberwinter am Rhein.

## Mitgliedschaften und Ehrungen
- Mitglied der Nordrhein-Westfälischen Akademie der Wissenschaften und der Künste in Düsseldorf
- Auswärtiges Mitglied der Akademie gemeinnütziger Wissenschaften zu Erfurt
- Komturkreuz des spanischen Zivilverdienstordens (1993)
- 1993 bis 2005 Präsident der Deutschen Dante-Gesellschaft
- 1993 bis 1999 Mitglied des Zentralen Auswahlausschusses der Alexander von Humboldt-Stiftung
- 1994 bis 2000 Mitglied des Wissenschaftsrates
- 2002 bis 2003 Vizepräsident der Nordrhein-Westfälischen Akademie der Wissenschaften und der Künste

## Schriften
- Die Begegnung im Tempel. Diss. Hamburg, 1960, Cram, de Gruyter & Co. in Komm., 1960
- Die Dante-Sammlung von Franz Xaver Kraus in der Stadtbibliothek Trier. Stadtbibliothek, Trier 1982
- Zur Umgestaltung griechischer Tragödien durch Corneille und Racine. Univ. Köln, 1989
- Gestaltung – Umgestaltung. Narr, Tübingen 1990
- Transformation und Deformation. Westdt. Verl., Wiesbaden 2000
- Petrarcas "Rerum vulgarium fragmenta" als Liederbuch (Canzoniere). Schöningh, Paderborn 2007
- Studi su Petrarca. Con una prefazione di Andreas Kablitz, traduzione di Daniele Giulianelli, a cura di Folke Gernert. Rombach, Freiburg 2017.